# Novak Novak
Novak Novaković, poznatiji kao Novak Novak (Kruševac, 1928. – Beograd, 6. travnja 1995.) bio je humorist, pisac, novinar – jedan od najpopularnijih i najplodnijih televizijskih scenarista iz vremena socijalističke Jugoslavije.

## Životopis
Novak Novak je rođen 1928. godine u Kruševcu kao drugo dijete Jevrema i Danice Novaković (rođ. Valjarević). Budući da je Jevrema kao svećenika komunistička vlast vidjela kao „domaćeg izdajnika“ i krajem 1944. godine po kratkom postupku osudila na smrt strijeljanjem, obitelj se nakon svršetka Drugog svjetskog rata preselila u Beograd, gdje je Novak nastavio gimnazijsko školovanje i upisao studij književnosti. „Nepodobnošću“ prouzročena materijalna oskudica prisilila ga je napustiti fakultet, preuzeti ulogu glave obitelji i ne birajući poslove zarađivati za njen opstanak.
Novinarstvom se počeo baviti 1948. godine, pišući za časopis Rad, premda mu je prva humoreska objavljena u zagrebačkom listu Kerempuh godinu dana ranije. Ubrzo potom je prešao u redakciju već renomiranog Ježa. Kao mlad novinar osobno je surađivao s piscima Stanislavom Vinaverom i Vladanom Stojanovićem Zorovaveljom. Novakovi prilozi i kasnije su objavljivani u svim značajnijim jugoslavenskim časopisima. Bio je član Udruženja novinara Jugoslavije.
Uzlet u karijeri Novaka Novaka predstavlja njegovo angažiranje u pionirskim koracima beogradske televizije. Nakon nekoliko godina provedenih u Radio Beogradu, gdje je bio urednik promidžbenih emisija i jutarnjeg programa, od 1957. godine nalazio se na mjestu urednika humorističkog programa Televizije Beograd, na kom će ostati do 1988. godine, kada je umirovljen.
Slabo zdravlje, izazvano srčanim problemima koji su ga već dugo mučili, utjecalo je na njegovo povlačenje iz javnog života. Neumoran, bavio se pisanjem memoara koje je nazvao "Kazalište u srcu" („Pozorište u srcu“). Pred kraj života komunicirao je s piscem Srđanom Valjarevićem, svojim daljim rođakom, prenoseći mu životna iskustva TV-pisca.
Novak Novak je umro 1995. u Beogradu, u 67. godini života.

## TV scenarist
Izuzetno plodan opus Novaka Novaka najprije se ostvarivao kroz suradnju s redateljem Radivojem Lolom Đukićem. Mnoge humorističke serije ovog tandema su vladale malim ekranima šezdesetih godina XX. stoljeća: 
- „Servisna stanica“ (1959. – 1960.)
- „Nema malih bogova“ (1961.)
- „Sreća u torbi“ (1961.)
- „Na tajnom kanalu“ (1961.)
- „Muzej voštanih figura“ (1962.)
- „Licem u naličje“ (1965.)
- „Crni sneg“ (1966.)
- „Ljudi i papagaji“ (1966.)
- „Leđa Ivana Groznog“ (1967.)
- „Dežurna ulica“ (1967.)
- „Spavajte mirno“ (1968.)
- „Sačulatac“ (1968.)
- „Pozorište u kući“ (1972. – 1984.)

Upravo u ovim ostvarenjima nastajala su velika glumačka imena kao: Miodrag Petrović Čkalja, Mija Aleksić, Jovan Gec, Đokica Milaković, Vera Ilić-Đukić, Bata Paskaljević, Danica Aćimac, Mihajlo Viktorović, Branka Veselinović, Mića Tatić, Mića Tomić, Žarko Mitrović i dr.
Novak Novak se okušao se i u pisanju za kazalište, scenarijem za komediju „Stolica koja se ljulja“, koja je krajem sedamdesetih godina XX. stoljeća punila dvorane po cijeloj ondašnjoj Jugoslaviji (u Sloveniji pod imenom „Gugalnik“), a kasnije je ekranizirana filmom „Gnjurac“.

### "Pozorište u kući"
Široj javnosti Novak Novak je svakako najpoznatiji po TV-seriji „Pozorište u kući“, jednoj od prvih „mamutskog“ tipa, koja je od 1972. do 1984. godine prikazivana u preko 50 epizoda kroz 5 serijala, a kasnije je više puta reprizirana. Uz režiju Dejana Baje Ćorkovića, uloge za pamćenje ostvarili su: Vlastimir Đuza Stojiljković (kao Rodoljub Rođa Petrović), Stanislava Pešić (Olga), Olga Ivanović (gospođa Nikolajević), Goran Trifunović (Borko), Ljiljana Lašić (Tina), Radmila Savićević (majka Vuka), Dragutin Dobričanin (Vasa S. Tajčić)...
Svojevrstan hommage Novaku Novaku predstavlja nova verzija ove serije, snimljena nakon više od tri desetljeća (2007.). Kroz 25 izabranih epizoda, redatelji su bili Balša Đogo, Ivan Živković, Miroslav Lekić i Goran Gajić, a čuvene scene „u domu Petrovića“ ovaj put su povjerene: Draganu Bjelogrliću, Nataši Šolak, Tanji Bošković, Marku Brkiću, Nadi Macanković, Mileni Dravić, Branimiru Brstini...
Veliko priznanje je dobio i obradom, odnosno novom inačicom njegove serije "Pozorište u kući" na hrvatskom jeziku: "Kazalište u kući", koja je krenula s prikazivanjem 2006. godine.

## Ostala djela
- Dve koze u kolibi i Holanđanka u krevetu, humoreske, 1988.

## Priznanja
Bio je dobitnik brojnih domaćih priznanja: 
- povodom 20 godina radio emisije „Veselo veče“ Radio Beograda (1969.);
- za sudjelovanje na festivalu „Nušićijada“ u Ivanjici (1970.);
- za TV-seriju „Pozorište u kući“ (1973. – 1974.);
- povodom 50 godina radijske difuzije u Jugoslaviji (1976.);
- povodom 20 godina Televizije Beograd (1978.);

Odlikovan je Ordenom zasluga za narod sa srebrnim vijencem, dodijeljenog ukazom Predsjedništva SFRJ (1983.).
Postumno mu je dodijeljeno priznanje s Međunarodnog festivala humora i satire u Kruševcu (1996.).

## Ad acta
Rukopisi Novaka Novaka se od 2002. godine čuvaju u Povijesnom arhivu Beograda, kao poklon njegove supruge. Od raspoložive građe formiran je njegov osobni fond.

## Vanjske poveznice
- filmografija[neaktivna poveznica] na IMDB-u
- (srp.) prezentacija Istorijskog arhiva Beograda[neaktivna poveznica]
- Nacional  Arhivirana inačica izvorne stranice od 6. ožujka 2008. (Wayback Machine) Starta hrvatski remake jugoslavenske hit serije